# Cornwalls och västra Devons gruvlandskap
Cornwalls and västra Devons gruvlandskap är ett världsarv som omfattar valda gruvlandskap i Cornwall och västra Devon i sydvästra Storbritannien. Objektet sattes upp på världsarvslistan under världsarvskommitténs 30:e möte i Vilnius i juli 2006. 

## Historia

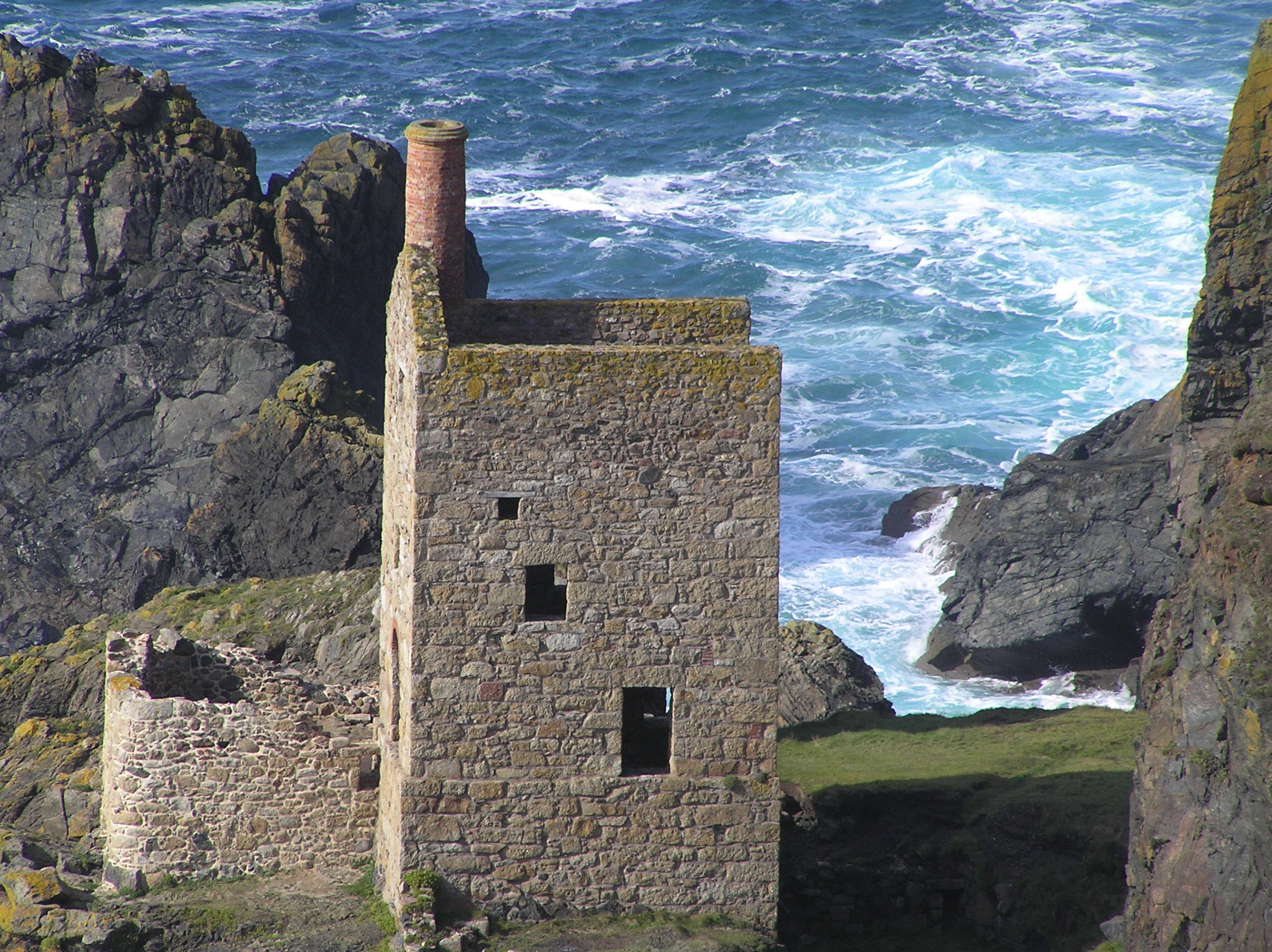
Del av Crown Mines, Botallack

Fram till mitten av 1500-talet, producerade Devon mellan 25 och 40 procent av den mängd tenn som Cornwall gjorde, men den totala produktionen från de båda landskapen under denna period var relativt liten. Efter 1540-talet, steg Cornwalls produktion kraftigt och Devons produktion var endast omkring en tiondel av den i Cornwall. Från mitten av 1500-talet och framåt gav Devon Stannaries en mycket låg inkomstkälla för kungen.
Landskapen Cornwall och West Devon var radikalt omskapade under 1700- och 1800-talet av djuplodade gruvor för koppar och tenn. Underjordiska gruvor, motorhus, hyttor, nya städer, småjordbruk, hamnar och mining och underliggande industrier visar den inriktade innovationen, som i början av 1800-talet, gjorde den möjligt för regionen att stå för två tredjedelar av världens kopparproduktion. I slutet av 1800-talet blev arsenikproduktionen överlägsen med gruvor i östra Cornwall och West Devon och stod för halva världsproduktionen.
I början av 1800-talet kom också ångmaskinen i bruk som radikalt transformerade den tunga gruvindustrin. Högtryckspumpar utvecklade av ingenjörerna Richard Trevithick och Arthur Woolf möjliggjorde gruvdrift på mycket större djup än som dittills varit möjligt. Nya motorer och gruvmaskiner exporterades från större ingenjörshyttor i Hayle, Perranarworthal, Tavistock och andra platser till gruvfält över hela världen under hela århundradet.
En kraftigt reducerad gruvindustri fortsatte i Cornwall efter kopparkraschen på 1860-talet och produktionen kom att fokuseras på tenn. Brytning av metaller i Cornwall upphörde 1998 efter stängningen av South Crofty i Pool, den sista tenngruvan i Europa

## Områden
Världsarvet omfattar diskreta men tematiskt länkade områden i såväl Cornwall som West Devon. Områdena (med koder från nomineringsakten) är:
- A1 - St Justs gruvdistrikt
- A2 - Hayles hamn
- A3i - Tregonning och Gwinears gruvdistrikt
- A3ii - Trewavas
- A4 - Wendrons gruvdistrikt
- A5i - Camborne och Redruths gruvdistrikt
- A5ii - Wheal Peevor
- A5iii - Portreaths hamn
- A6i - Gwennaps gruvdistrikt
- A6ii - Perrans hytta
- A6iii - Kennall Vale
- A7 - St Agnes gruvdistrikt
- A8i - Luxulyandalen
- A8ii - Charlestown
- A9 - Caradons gruvdistrikt
- A10i - Tamar Valley
- A10ii - Tavistock